# Manent-Montané
Manent-Montané település Franciaországban, Gers megyében. Lakosainak száma 87 fő (2022. január 1.). Manent-Montané Lalanne-Arqué, Mont-d’Astarac, Arrouède és Cap d'Astarac községekkel határos.

## Népesség
A település népességének változása:
| Lakosok száma | 128  | 123  | 103  | 91   | 92   | 95   | 92   | 92   | 91   | 87   |
|               | 1968 | 1982 | 1990 | 2006 | 2013 | 2015 | 2017 | 2019 | 2020 | 2022 |